# SOPSWEPS'29
SOPSWEPS'29 (afkorting van Samen Op Pad Spelen Wij Een Potje Schaak 29) is een schaakvereniging die thans haar thuiswedstrijden speelt in Amsterdam. De vereniging werd op 29 februari 1992 opgericht en komt anno 2025 uit in de Tweede Klasse van de KNSB-competitie. 

## Geschiedenis
SOPSWEPS'29 is ontstaan als afsplitsing van het Bussums Schaakgenootschap (BSG). Halverwege de jaren 80 had deze club twee teams in de KNSB-competitie. Het derde team speelde in de promotieklasse van SGS Clubcompetitie. Doordat BSG vol inzette op promotie van het derde team en nieuwe spelers aantrok, werden sommige schakers teruggezet naar het vierde team. Binnen dit team vormden zich hechte vriendschappen en het vriendenteam werd in 1988 kampioen van de tweede klasse van de SGS-competitie. 
De teamindelingscommissie van de Bussumse club besloot het seizoen erop de teams te reorganiseren waardoor het vriendenteam uit elkaar viel, tot ongenoegen van de leden van het team. In de jaren hierna kwam de mogelijkheid tot het oprichten van een eigen schaakvereniging binnen de vriendengroep regelmatig ter sprake. Het duurde echter nog tot 1992 voordat deze voornamens in daden werden omgezet. Directe aanleiding voor de oprichting van SOPSWEPS was dat een lid (Tom Bottema) was geschoffeerd door het bestuur van BSG en zijn lidmaatschap had opgezegd. 
De naam SOPSWEPS'29 is niet toevallig gekozen. Samen op Pad verwijst naar het feit dat het team aanvankelijk enkel uitwedstrijden speelden, zodat er geen clublokaal geregeld hoefde te worden. De toevoeging 29 verwijst naar de oprichtingsdatum: 29 februari 1992, een schrikkeldag. De club jubileert op schrikkeldagen, elke vier jaar dus.  
Aanvankelijk stond het bestuur van BSG niet positief tegenover de oprichting van een nieuwe club. Het was leden toegestaan om een dubbellidmaatschap te hebben, maar promotie maken of leden werven voor SOPSWEPS was niet toegestaan. Later werden de verhoudingen genormaliseerd.  
SOPSWEPS'29 moest conform de reglementen beginnen in de Vierde Klasse van de SGS-clubcompetitie, maar wist na vijf promoties op rij de Derde Klasse van de KNSB-competitie te bereiken. Na twee seizoenen werd ook daar het kampioenschap gevierd. Sindsdien speelt de club afwisselend in de Tweede Klasse en Eerste Klasse. In de seizoenen 2009/10 en 2022/23 werden kampioenschappen behaald in de Tweede Klasse.  
De vereniging speelt louter externe wedstrijden en heeft geen interne competitie. Lid worden is uitsluitend mogelijk na ballotage.  

### Clublokalen
Aanvankelijk speelde SOPSWEPS met instemming van de SGS en KNSB enkel uitwedstrijden. Er werd in 1995/96 toch eenmalig een thuiswedstrijd gespeeld (in Café 't Wolfje in Utrecht), omdat de competitieindeler een fout had gemaakt.
Vanaf het seizoen 2009/10 werd er toch voor gekozen om met vaste speellocaties te werken. De thuislocatie werd Café Batavia, tegenover het Centraal Station in Amsterdam. Later werd speelruimte gevonden in Café Dudok (Hilversum), de Vredeskerk (Amsterdam). Tegenwoordig heeft SOPSWEPS voor thuiswedstrijden onderdak gevonden bij ASV Bilderdijkpark, tevens de speellocatie van SV Amsterdam West.

## Bekende (ex-)leden
- FM Reynir Helgason
- IM Marcel Peek
- FM Jan Roebers, vader van Eline Roebers.
- IM Li Riemersma
- Eddy Sibbing
- David Smerdon